# Pourtour de l'océan Pacifique
Pour les articles homonymes, voir Pacific Rim.
Le pourtour de l'océan Pacifique, également connu sous son nom anglais Pacific Rim, est l'ensemble des territoires situés autour de l'océan Pacifique, y compris les îles de l'océan.

## Liste des pays
Voici la liste des pays qui sont généralement considérés comme faisant partie du pourtour du Pacifique.
- Asie du Nord-Est
  -  Russie[2]
  -  Japon
  -  Corée du Nord
  -  Corée du Sud
  -  Chine
    -  Hong Kong
    -  Macao

  -  République de Chine（Taiwan）

- Asie du Sud-Est
  -  Vietnam
  -  Cambodge
  -  Thaïlande
  -  Malaisie
  -  Singapour
  -  Brunei
  -  Indonésie
  -  Philippines
  -  Timor oriental

- Océanie (État souverains)
  -  Australie
  -  Palau
  -  Micronésie
  -  Papouasie-Nouvelle-Guinée
  -  Salomon
  -  Nauru
  -  Îles Marshall
  -  Vanuatu
  -  Nouvelle-Zélande
  -  Tuvalu
  -  Fidji
  -  Kiribati
  -  Tonga
  -  Samoa
  -  Niue
  -  Îles Cook

- Océanie (Territoires indépendants)
  - États et territoires de l'Australie
    -  Île Norfolk

  - Royaume de Nouvelle-Zélande
    -  Tokelau

  - France d'outre-mer
    -  Nouvelle-Calédonie
    -  Wallis-et-Futuna
    -  Polynésie française

  - Territoire britannique d'outre-mer
    -  Îles Pitcairn

  - Zone insulaire des États-Unis
    -  Îles Mariannes du Nord
    -  Guam
    -  Samoa américaines

  -  États-Unis
    -  Hawaï

  -  Chili
    -  Île de Pâques

- Amérique du Nord
  -  Canada
  -  États-Unis
  -  Mexique
- Amérique centrale
  -  Guatemala
  -  El Salvador
  -  Honduras
  -  Nicaragua
  -  Costa Rica
  -  Panama
- Amérique du Sud
  -  Colombie
  -  Équateur
  -  Pérou
  -  Chili

## Commerce
Le pourtour du Pacifique contient 29 des 50 plus grands ports de transit de conteneurs :
| - Corée du Sud - Busan (5e) - Japon - Yokohama (36e) - Tokyo (25e) - Nagoya (47e) - Kobe (49e) - Taiwan - Kaohsiung (12e) - Hong Kong - Hong Kong (3e) | - Chine - Yingkou (34e) - Dalian (21e) - Tianjin (11e) - Qingdao (8e) - Lianyungang (30e) - Shanghai (1er) - Ningbo (6e) - Xiamen (19e) - Canton (7e) - Shenzhen (4e) | - Philippines - Manille (37e) - Vietnam - Saïgon (28e) - Thaïlande - Laem Chabang (22e) - Malaisie - Port Kelang (13e) - Tanjung Pelepas (16e) - Singapour - Singapour (2e) | - Indonésie - Jakarta (24e) - Surabaya (38e) - Canada - Vancouver (50e) - États-Unis - Los Angeles (17e) - Long Beach (18e) - Panama - Balboa (43e) |

## Organisations
- Coopération économique pour l'Asie-Pacifique
- RIMPAC, exercice naval militaire